# Dąbie
Dąbie (germană Eichstädt) este un oraș în Polonia.